# Hollókapu (Anthony Horowitz)
Arra gondoltam, vajon lehetséges volna-e valami olyasmit írni, mint mondjuk A Gyűrűk Ura, csak itt és most, a való világban játszodó cselekménnyel. Miért kell a fantasynak olyan távolinak lennie? Nem volna izgalmasabb elképzelni, hogy a mágikus erők nagy csatái itt zajlanak a közvetlen közeledben, csak éppen nem veszed észre?
(Anthony Horowitz)
Anthony Horowitz ezzel a könyvvel új könyvsorozatot indít, mely fantasy, de a mi korunkban játszódik. A könyvsorozat Az ötök ereje címet viseli.
Az ötök ereje sorozat részei:
- Hollókapu
- Égi háború
- Leszáll az éj
- Necropolis (magyarul még nem jelent meg)

## Cselekmény
|  | Alább a cselekmény részletei következnek! |

Rögtön az elején megismerünk egy kalandos sorsú tinédzsert, Matthew Freeman-t, röviden Matt-et. Szülei autóbalesetben meghaltak, most édesanyja féltestvérénél él.
Rossz sorsa miatt sokat lóg az iskolából, egy fiatalkorú bűnözővel, Kelvinnel haverkodik. Most éppen betörni készülnek egy DVD raktárba.
Azonban a biztonsági őr elkapja őket, így nem tudnak elszökni és a rendőrségre kerülnek. Ott Mallory felügyelő kikérdezi Mattet, és az ügy bíróságra kerül.
Ott felajánlják Mattnek, hogy a NeSZa (Nevelés és Szabadság) programba kerüljön. Nevelőszülőkhöz kerül, akik megnevelik. Hősünk örömmel elfogadja, gondolva a börtönnél csak jobb lehet. Tévedett.
Mrs. Jayne Deverillhez kerül, aki Yorkshire-ben él egy Lesser Mallingtól nem messze, és Greater Mallingtól 6 km-re fekvő tanyán. Az úton megismerjük Matt gyerekkorát, mikor a szülei esküvőre akartak menni, de ő nem ment. Szerencséjére, mert ekkor haltak meg szülei.
Ott sincs túl jó sorsa: dolgoztatják, nem járhat iskolába. Istállót pucol, takarít, és hasonlók. Egy nap elküldik Lesser Mallingba egy csomagért.
Az emberek nem fogadják jól, szinte rá se néznek. De egy férfi megszólítja, és kéri hogy menjen el.
Másik nap el akar szökni a birtokról, azonban megakad az útkereszteződésnél. Bármelyik utat választja, visszatér a kereszteződéshez. Matt már sejti, hogy természetfeletti erők tartják fogva, így más lehetőség hiányában visszatér a tanyára.
Egy este különös suttogást hall a közeli erdőből. A szöveget nem érti, de elhatározza másnap megnézi mi a hang forrása. El is indul, de eltéved.
Egy atomerőművet talál az erdőben, az Omega Egyet. Ott megint találkozik a férfival, Tom Burgess-szel. A férfi meginvitálja másnapra a farmjára.
Matt el is megy, de a farmon holtan találja Tomot. A falon egy felirat: "Hollókapu". A rendőrséggel visszamegy a farmra, de akkor már eltűnik minden jel, köztük a holttest is.
Ezután a helyi újságoshoz megy, Richard Cole-hoz, de ő sem hisz neki. A könyvtárban az Interneten próbálja megtudni mit is takar a Hollókapu.
Nem talál semmit, viszont egy bizonyos Sanjay Dravid megszólítja, és kíváncsi hogy ki is valójában, de utána eltűnik.
Mrs. Deverill rátalál, és visszaviszi dolgoztatni Mattet. Közben Londonban Dravid professzor összehív egy gyűlést, melynek résztvevői egy rejtélyes szervezet, a Nexus tagjai.
Ők megvitatják, hogy eljött egy új kor kezdete, a szellemek mozgolódnak, az Öregek visszatérni készülnek.
Újra a farmon vagyunk, Matt dolgozik, mikor Mallory felügyelő fordul be a farmra. Vitatkozik Deverillel, majd úgy dönt, elviszi Mattet a farmról.
Azonban előtte végzést kell kapnia, így egyedül megy el, de vissza akar térni Mattért. Ám az autópályán beleütközik egy kamionba. Előtte rejtélyes suttogást hallott…
Matt egyik este rájön, hogy el akarják altatni. Csak tetteti, hogy elalszik, és éjjel visszamegy az Omega Egyhez. Ott találja Lesser Malling lakosságát, de észreveszik. Mrs. Deverill ezüstös port szór a tűzbe és hatalmas kutyák kelnek ki belőle.
Matt menekül, de egy lápban találja magát, ahonnan nem tud menekülni. Azonban éppen arra megy Richard Cole és kiszabadítja, a kutyákat pedig egy rögtönzött Molotov-koktéllal elintézi.
Richard kiáltásokat hallott, de Matt nem kiabált…
Elmennek Richard lakására, ahol Matt elmeséli történetét. Közte azt is, hogy mikor a szülei meghaltak, előtte éjjel megálmodta, hogy meg fognak halni, ezért nem ment velük.
Cole-lal együtt felkeresik Sir Michael Marsh-t, az Omega Egy tervezőjét, aki elmondja, hogy az Omega Egyet nem lehet beindítani. Majd tovább mennek Susan Ashwood-hoz, akinek az anyja írt egy könyvet Lesser Malling történelméről.
Ő átirányítja őket Dravid professzorhoz, akihez el is mennek. Egy dinoszaurusz múzeumban találkoznak vele és Dravid elmondja nekik a rejtélyekre a választ:
Az időszámítás előtt éltek az Öregek, a legelső és legerősebb gonoszok. Az egész világot el akarták pusztítani. Régen 5 fiatal, az Ötök, legyőzték őket. Megépítették a Hollókaput, melyen keresztül lezárták az átjárót a két világ között, így az Öregek nem tudnak visszatérni. A Nexus tagjai ezt tartották számon, és az ellen szövetkeztek, hogy ne térjenek vissza az Öregek.
A professzor szerint Matt az egyik fiatal, az Ötök egyike.
A beszélgetés alatt a kiállított dinoszauruszok felélednek és rájuk támadnak. A professzort megölik, valamint Richardot és Mattet foglyul ejtik. Matt visszakerül a farmra, ahol egy szobában tartják fogva.
Végül ki tud szabadulni, de útközben találkozik Sir Marsh-sal, akiről kiderül, hogy Deverillék vezetője. Az Omega Egybe mennek, ahol már ott van Cole.
Marsh elmondja, hogy az atomhasadás és Matt vérének segítségével kinyitják a Kaput. Az utolsó pillanatban Matt természetfeletti képességeivel megállítja a kést, és Richarddal elmenekül.
Deverill utánuk megy, de Cole-ék belelökik egy savtartályba, és elmenekülnek az atomerőműből. Ezalatt Michael talál egy csepp vért, ami elég a kapu kinyitásához. Kinyitotta a kaput, de a reaktor ekkor szétesett.
Hatalmas fény villant, és a legszörnyűbb dolog következett: az atomrobbanás. Azonban a Kapu még mindig nyitva volt. A robbanást, a sugárzást beszívta a Kapu, majd bezárult. Ekkora hőseink már messze jártak.
Matt az újságíró lakásában élt. Berendezkedett. Azonban Richard megírta az egész történetet. De egyik lap sem fogadta el. Egy nap meglátogatta őket Mr. Fabian, a Nexus másik tagja. Elmondta, hogy hírzárlatot rendeltek el, és hogy köszönik szépen Mattnek azt amit tett. Elmenőben visszafordult, és közölte, hogy a Nexus szerint van még egy Kapu, méghozzá a dél-amerikai Peruban…
A történet folytatását lásd a Égi háború c. kötetben.
|  | Itt a vége a cselekmény részletezésének! |

## Magyarul
- Hollókapu; ford. Pék Zoltán; Animus, Bp., 2006 (Tini krimik)

## Szereplők

### Főszereplők
- Matthew Freeman (Matt)
- Mrs. Jayne Deverill †
- Richard Cole

### Mellékszereplők
- Kelvin
- Mallory †
- Tom Burgess †
- Mr. Noah †
- Susan Ashwood
- Sanjay Dravid professzor †
- Sir Michael Marsh †
- Mr. Fabian